# Arronville
 Arronville  es una población y comuna francesa, en la región de Isla de Francia, departamento de Valle del Oise, en el distrito de Pontoise y cantón de Marines.

## Demografía
| 566 | 545 | 562 | 560 | 590 | 621 | 600 | 519 | 520 | 552 | 523 | 521 | 528 | 545 | 518 | 493 | 503 | 470 | 399 | 430 | 398 | 389 | 411 | 339 | 316 | 350 | 403 | 396 | 411 | 440 | 553 | 610 |
| Para los censos de 1962 a 1999 la población legal corresponde a la población sin duplicidades (Fuente: INSEE [Consultar]) |     |     |     |     |     |     |     |     |     |     |     |     |     |     |     |     |     |     |     |     |     |     |     |     |     |     |     |     |     |     |     |